# 杨中讷
楊中訥（1649年—1719年），字遄木，號晚研，浙江海寧人。
楊雍建之子。順治十三年（1656年）授業於朱彝尊，康熙三十年（1691年）辛未二甲第一名，授編修，典試河南，授官右中允。出視江南學政。康熙四十四年，曾奉敕編纂《全唐詩》，在詩局中與查嗣瑮最要好。工草書。罷官後築有拙宜園，與許汝霖、查慎行、陳勳等唱酬吟詠，又邀請陳鳴遠至家造壺。著有《叢桂集》。